# György Szuromi
György Szuromi (nascido em 14 de junho de 1951) é um ex-ciclista húngaro que competiu no ciclismo nos Jogos Olímpicos de Verão de 1980, representando a Hungria.